# 多摩運河

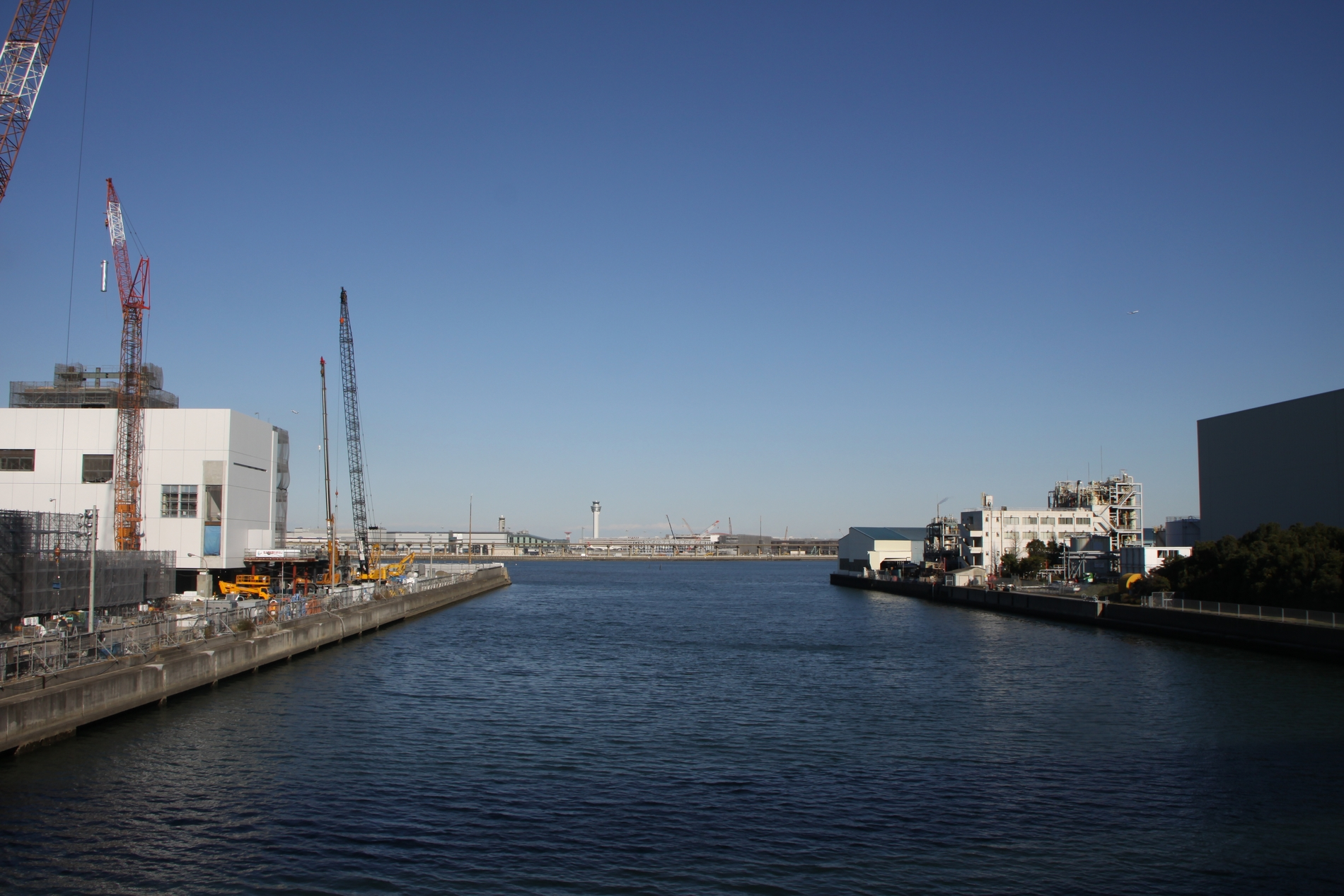
多摩運河。浮島橋より、2009年12月撮影

多摩運河（たまうんが）は、神奈川県川崎市川崎区に存在する運河。京浜工業地帯である川崎区南側の埋立地を通っている。

## 地理

### 隣接している区画・運河

#### 区画
- 浮島町
- 小島町

#### 運河・川
- 千鳥運河
- 大師運河
- 末広運河
- 多摩川

千鳥運河・大師運河とは多摩運河の西端で、多摩川とは多摩運河の南端で隣接している。

## 運河データ
- 起点:千鳥運河、大師運河、末広運河との合流点
- 終点:多摩川河口先
- 長さ:880メートル[1]
- 幅:100メートル[1]
- 水深:2メートル[1]

この水域は運河であると同時に、「多摩運河泊地」という名称もついている。

## 命名由来
東端で合流する多摩川に由来する。